# Foveosa albicapillis
Foveosa albicapillis là một loài nhện trong họ Lycosidae.
Loài này thuộc chi Foveosa. Foveosa albicapillis được Anthony Russell-Smith, Mark Alderweireldt & Rudy Jocqué miêu tả năm 2007.